# Lawrence Vigouroux
Lawrence Ian Vigouroux (ur. 19 listopada 1993 w Londynie) – chilijski piłkarz pochodzenia jamajskiego z obywatelstwem brytyjskim występujący na pozycji bramkarza, od 2023 roku zawodnik angielskiego Burnley.
Jego ojciec pochodzi z Chile, matka z Jamajki, a on sam urodził się i wychowywał w Anglii.